# Men of Crisis: The Harvey Wallinger Story
Men of Crisis: The Harvey Wallinger Story è un cortometraggio diretto dal regista Woody Allen nel 1971 per la TV, ma mai andato in onda.

## Trama
Il film è una satira politica sul governo di Richard Nixon girata sotto forma di falso documentario.
Allen interpreta Harvey Wallinger, una versione imbranata di Henry Kissinger.

## Origine e censura
Il cortometraggio venne prodotto come special televisivo per la PBS e la sua messa in onda era programmata per il febbraio 1972, ma fu cancellata all'ultimo momento. Si racconta che i funzionari PBS avessero paura di perdere il loro sostegno governativo mandandolo in onda, e quindi decisero di cancellarne la programmazione. Woody Allen, che in precedenza aveva rifiutato di lavorare per la TV temendo "problemi" di censura, vide confermate le sue paure. Lo special non andò mai in onda ma oggi può essere visto nel The Paley Center for Media.
Due delle star femminili dei film di Allen, Louise Lasser e Diane Keaton, fanno delle apparizioni, come anche il sosia di Richard Nixon, Richard M. Dixon. I personaggi immaginari sono mescolati con reali spezzoni di documentari dell'epoca su Hubert Humphrey, Spiro Agnew, e lo stesso Nixon ripresi in situazioni pubbliche d'imbarazzo. In seguito, Allen ritornerà ancora allo stile finto-documentaristico in Zelig.
Non essendo mai andato in onda nemmeno in patria, naturalmente non ne esiste una versione doppiata in italiano. Però in rete ne esiste una sottotitolata in italiano dal sito The Comedy Bay.